# Romance Dance
Romance Dance è il quinto album discografico in studio della cantante Kim Carnes, pubblicato nel 1980.

## Tracce
1. Swept Me Off My Feet (The Part of the Fool) (Kim Carnes) – 3:21
2. Cry Like a Baby (Dan Penn, Spooner Oldham) – 3:05
3. Will You Remember Me (Carnes) – 4:42
4. Tear Me Apart (Nicky Chinn, Mike Chapman) – 3:31 (versione originale di Suzi Quatro, 1976)
5. Changin' (Carnes, Dave Ellingson) – 3:54
6. More Love (William Robinson) – 3:38
7. In the Chill of the Night (Carnes, Ellingson) – 4:22
8. Where Is Your Heart (Carnes, Ellingson) – 3:45
9. And Still Be Loving You (Carnes, Ellingson) – 3:42